# Ad Wammes
Ad Wammes (geboren 1953 in Vreeswijk) ist ein niederländischer Komponist.
Er studierte Komposition zusammen mit Ton de Leeuw, Theo Loevendie und Klaas de Vries, Klavier mit Edith Lateiner-Grosz und elektronische Musik mit Ton Bruynèl. Erste regelmäßige Performances bestritt er als Keyboarder der Symphonic-Rock-Band Finch.
Seine ersten Kompositionen waren 1979 bis 2007 Bühnenmusiken für Theaterstücke und von 1983 bis 1985 Stücke für fünf Alben zur Sesamstraße. Von 1986 bis 2002 schrieb er die Serienmusik zum niederländischen Bildungsprogramm TeleacNOT sowie für den Sender VPRO. 
Seither komponierte er zunehmend Konzertmusik, vor allem für Klavier und Orgel, aber auch Akkordeon und Carillon. Seinen künstlerischen Durchbruch erzielte er mit dem Orgelstück Miroir, das seither weltweit in Konzerten gespielt und vielfach auf CD eingespielt wurde. Es folgten renommierte Auftragswerke u. a. für eine Wassermesse (2008, Norwegen) und ein Beitrag zum Orgelbüchlein-Projekt von William Whitehead (2012).
Die Aqua Messe wurde 2008 uraufgeführt in der Domkirche zu Stavanger anlässlich der Wahl zur Europäischen Kulturhauptstadt. Sie ist konzipiert für Knabenchor, Männerchor (ad lib.), Streichquintett und Orgel. Die deutsche Erstaufführung (als Uraufführung für gemischten Chor und Orchester) fand am 22. Januar 2023 in der Observantenkirche Münster durch die Studentenkantorei der Wilhelms-Universität statt. Auf Einladung der Chorleiterin war der Komponist anwesend. 